# Christoph Ebran von Wildenberg

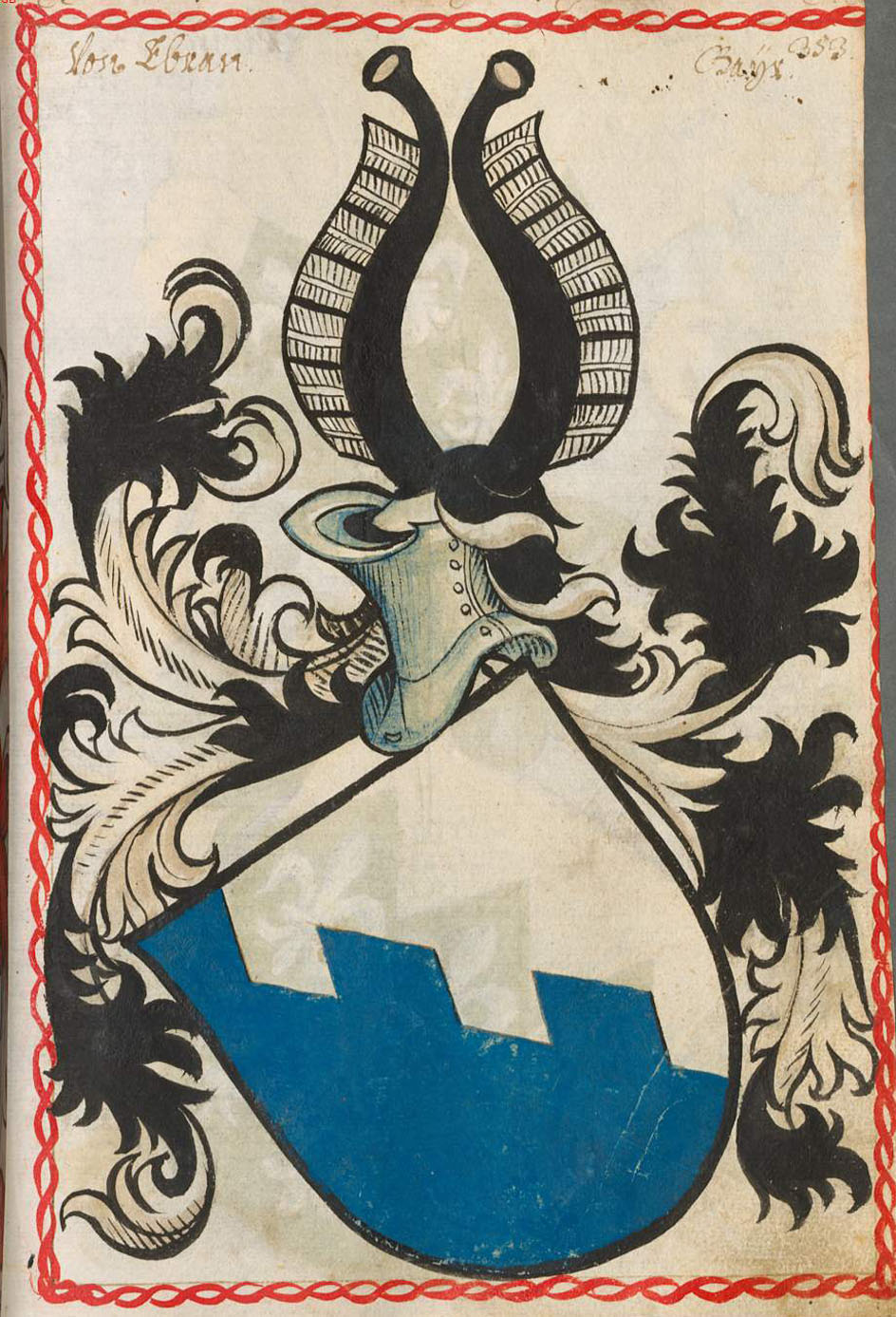
Wappen der Ebran von Wildenberg

Christoph Ebran von Wildenberg (* 15. Jahrhundert; † 16. Januar 1491 in Mühldorf am Inn), auch Cristofferus Ebran de Wildenberg genannt, war im 15. Jahrhundert Propst am Salzburger Dom und kurzzeitig (von Papst und Kaiser nicht anerkannter) "Gegenerzbischof" der Erzdiözese Salzburg.

## Leben
Christoph Ebran von Wildenberg stammte aus dem niederbayerischen "Turnieradel", also einem zu Ritterturnieren zugelassenen Adelsgeschlecht und war der Sohn des Ulrich Ebran von Wildenberg († 1455) und dessen zweiter Frau, einer Geborenen von Gumppenberg. Das Geschlecht stand traditionell bei den Wittelsbachern in höfischen Diensten und hatte seine Wurzeln auf den beiden Burgen Wildenberg bei Abensberg/Niederbayern und Scherneck. Er wuchs wie seine fünf Brüder vermutlich am Hof von Ludwig dem Reichen in Landshut auf. Christoph Ebran studierte in Ingolstadt und wurde unter Erzbischof Burkhard II. von Weißpriach zum Salzburger Domherrn geweiht. Als solcher („domicellus“) wird er im Juni 1465 erstmals urkundlich erwähnt. Bei der Wahl Bernhard von Rohrs zum neuen Erzbischof (1466) war Ebran bereits Priester und Domkapitular.
Wildenberg hatte insgesamt fünf Brüder: (Johann) Hans Ebran von Wildenberg, der Erstgeborene aus der zweiten Ehe des Vaters, war Soldat, Richter, höfischer Erzieher und Geschichtsschreiber in Burghausen und Landshut. Sebastian starb offenbar früh, auch der Bruder Jobst wurde nicht sehr alt. Peter von Wildenberg erbte den niederbayerischen Familien-Sitz, Heinrich soll ein "fleißiger Turnierer" gewesen sein.

## Dompropst und erwählter "Gegenerzbischof" ohne Macht
Am 10. November 1478 wurde Christoph Ebran von Wildenberg zum Salzburger Dompropst gewählt, wobei dieser Bayer vermutlich mit der Absicht in diese Position gewählt wurde, ein Gegengewicht zu Kaiser Friedrich III. zu bilden. Dies hängt mit den Versuchen des Kaisers zusammen, auf die Besetzung des Erzbistums Salzburg Einfluss zu nehmen. Den regierenden Erzbischof Bernhard von Rohr hatte der Kaiser bereits 1478 zur Resignation in schriftlicher Form bewogen. Als Nachfolger von Rohrs wollte er Johann Beckenschlager einsetzen, der mit einem ungeheuerlichen Vermögen zum Kaiser geflüchtet war. Da in Salzburg in der Regel aber die Dompröpste die auserkorenen Nachfolger auf dem Bischofsstuhl waren, wollte man hier der Einflussnahme des Kaisers zuvorkommen. Aufgrund der Gespräche mit dem Erzbischof konnte der Dompropst erreichen, dass Bernhard von Rohr seine Resignation zurücknahm. Zudem hatten die Landstände den Erzbischof bedrängt, im Amt zu bleiben. Dieser nahm daraufhin die gegenüber dem Kaiser gemachte Zusage tatsächlich zurück.
Mit dieser Sachlage und wegen seines Versprechens an Johann Beckenschlager, das Erzbistum übernehmen zu können, konnte sich der Kaiser nicht zufriedengeben. Er erließ eine Handelssperre gegenüber Salzburg und auch alle Einnahmen des Erzstifts aus den niederösterreichischen Besitzungen wurden gesperrt. Bernhard von Rohr hat wiederum 1479 begonnen, die Festung Hohensalzburg weiter auszubauen und er hatte auch einen Fluchtweg Richtung Nonntal bzw. die Riedenburg anlegen lassen. Dieser Weg wurde durch einen Wehrbau des Dompropstes 1481 militärisch gesichert. Auch ein kleiner Ausbau der Burg Mauterndorf wird Bernhard von Rohr (gemeinsam mit dem Dompropst) zugeschrieben.
Im Sommer 1479 verhandelte eine Salzburger Gesandtschaft unter Führung von Christoph Ebran wegen der Bedrohung durch das Osmanische Reich („die Türken“) mit dem Ungarnkönig Matthias Corvinus zur Schließung eines Beistandspaktes. Dieser verpflichtete sich denn auch vertraglich, Salzburg gegen die Türken und alle anderen Angreifer zu schützen; im Gegenzug wurden dem Ungarnkönig die erzstiftischen Burgen und Schlösser in der Steiermark und in Kärnten übergeben. 1479 bzw. 1480 billigten der Salzburger Landtag und das Domkapitel das Schutzbündnis mit dem Ungarnkönig. Dies konnte wiederum dem Gegenspieler des Corvinus, Kaiser Friedrich III., nicht gefallen. Er begann, einzelne salzburgische Burgen zu besetzen. Im Februar 1480 begann dann der offene Kampf zwischen den kaiserlichen Söldnern und den Truppen des Erzstifts bzw. des Ungarnkönigs. Ebran erlitt dabei 1481 eine empfindliche Niederlage gegen den Habsburger; in der Folge unterstellte er die Festung Mauterndorf den Ungarn.
Friedrich III. erkannte aber, dass der Salzburger Erzbischof Bernhard von Rohr hauptsächlich durch seinen Dompropst gestützt wurde. Andere Salzburger Geistliche, wie der Abt Rupert V. Keutzl von Stift St. Peter, waren durch die Sperre der Einnahmen aus den österreichischen Gütern zermürbt. Auch die Salzburger Bürger litten unter der Handelssperre. Der Kaiser bot ihnen gezielt Handelsvergünstigungen an, um sie auf seine Seite zu ziehen. Letztlich gelang es dem Kaiser, die Salzburger Bürgerschaft auf seine Seite zu ziehen. In diesem Kontext ist der kaiserliche Befehl zu sehen, die neuen Befestigungen des Erzbischofs Bernhard von Rohr und den neu angelegten Weg in das Nonntal mitsamt dem Bau des Dompropstes zu zerstören. Verhandlungen im Mai 1481 führten zu einer Übereinkunft mit Bernhard von Rohr, der nun bereit war, Johann Beckenschlager als Koadjutor und als seinen Nachfolger zu akzeptieren. Christoph Ebran übergab deshalb sein Gut Weingarten dem Erzbischof. Ebran erhielt im Gegenzug das Schloss Halmberg bei Waging. Er erreichte auch, dass der Domherr Ludwig Ebmer, der an den Verhandlungen mit Corvinus teilgenommen hatte, zum Propst von St. Zeno bei Reichenhall ernannt wurde.
Auf einem Salzburger Landtag im September 1481 waren die Stände zu einem Vergleich mit dem Kaiser bereit. Dieser hatte es verstanden, die Bürger durch mehrere Privilegierungen (darunter der große Ratsbrief vom 8. November 1481) und auch das Kloster St. Peter auf seine Seite ziehen. Bernhard von Rohr beschloss mit dem Kaiser in dem Wiener Vertrag vom 19. November 1481 die Übergabe Salzburg an Johann Beckenschlager und über seine eigene finanzielle Abfindung. Er trat dann wegen „Unvermuglichkeit, Alter und Blödigkeit“ ab. Der Kaiser behielt sich weitere Rechte vor (oberster Vogt des Erzstifts, keine Bündnisse vor allem mit Bayern, Würde des Dompropstes an einen habsburgischen Domherren).
Zudem sollte Ebran als Dompropst abgesetzt werden, da er sich gegen den Kaiser „widerwertig verhalten habe“. Papst Innozenz VIII. stellte jedoch 1485 Christoph von Ebran, seine Mitstreiter und Diener unter den Schutz des Heiligen Stuhls und untersagte Johann Beckenschlager jede Jurisdiktion gegenüber dem Dompropst. In Salzburg schloss Ebran 1487 mit dem Abt des Stiftes St. Peter einen Vergleich, mit dem die seit 40 Jahren umstrittene freie Wahl des Begräbnisplatzes in Salzburg gesichert wurde.
Diese politischen Entwicklungen brachten wiederum Matthias Corvinus auf den Plan, der mit dem Bistum und den Bürgern einen Bestandspakt abgeschlossen hatte. Er drohte den Salzburgern, ihnen die Lungauer Besitzungen zu entziehen, wenn sie den Habsburger Günstling zum Bischof machen. Da das Gerücht aufkam, dass Beckenschlager seine Anerkennung mit Gewalt erzwingen wollte, übersiedelten der Dompropst und das Domkapitel nach Mühldorf am Inn, damals eine Salzburger Enklave im Herzogtum Bayern. Die Domherren waren aber bereit, Beckenschlager unter der Bedingung eines Ausgleichs mit den Ungarn anzuerkennen.
Christoph Ebran gelang es während einer Abwesenheit Beckenschlagers als Statthalter der österreichischen Länder, 1486 das Domkapitel auf seine Seite zu ziehen und er wurde nach dem Tode Bernhards von Rohr (1487) mit Unterstützung Georgs des Reichen von einer Mehrheit des Domkapitels, das sich heimlich in Mühldorf am Inn versammelt hatte, zum Bischof gewählt, der Papst erklärte in der Folge aber die Wahl Ebrans für ungültig, er wurde am 1. November 1487 vom Papst exkommuniziert und am 12. Dezember vom Papst auch als Dompropst abgesetzt. Niemals hatte Ebran von Wildenberg zuvor die Möglichkeit als "Erzbischof" tätig zu werden. 
1489 kam es nach dem Tod von Beckenschlager zu einer neuerlichen Bischofswahl, wobei der Kaiser seinem Patenkind Friedrich von Schaunberg den Bischofsstuhl schon vor der Wahl verkauft hatte. Von Ebran waren die Domherren nach einem Vergleich mit dem Kaiser abgefallen, im April 1490 war Corvinus gestorben und die Bayernherzöge hatten ihm ihre Unterstützung entzogen. So starb Ebran unter Hinterlassung einer großen Schuldenlast 1491 in Mühldorf.
Trotz immer wieder aufflackernder Anschuldigungen wurde Ebran im Salzburger Dom beigesetzt, auch sein Nachfolger, der spätere Erzbischof Leonhard von Keutschach wurde erst nach seinem Tod zum Dompropst erklärt. Dies sind Hinweise, dass Christoph Ebran von Wildenberg als Dompropst teilweise geschätzt war.